# Нашатырь (минерал)
Нашаты́рь (от араб. ‎ﻧﺸﺎﺩﺭ (nūšādir) — «аммиак») — минерал, состоящий из хлорида аммония. Химическая формула NH4Cl.

## Структура
Сингония кубическая. Имеет кубически-гексаоктаэдрический вид симметрии. Близок к галиту и сильвину. При низкотемпературной кристаллизации отличается объёмноцентрированным строением кристаллической решётки (аналог кристалла хлорида цинка). Может содержать примеси брома и иода.

## Свойства
Бесцветный или белый, со стеклянным блеском. Возможна различная окраска примесями (жёлто-бурый, серый, красноватый до коричневого). Растворим в воде (раствор имеет жгучий едко-солёный вкус и резкий запах). При нагревании под паяльной трубкой улетучивается с образованием дыма.

## Морфология
Встречается редко, как правило, в виде натёков, землистых налётов, корочек. Иногда образует массивные скопления, удлинённые скелетные кристаллы, грозди, дендриты.

## Происхождение
Продукт деятельности вулканов и горячих источников. Также образуется при горении угольных пластов или скоплений мусора, изредка при испарении грунтовых вод в жарком климате. Обнаруживается в залежах гуано. Часто соседствует с самородной серой, при горении угля также с реальгаром, аурипигментом, масканьитом, чермигитом.

## Применение
Используется как химическое сырьё, а также для пайки металлов, сплавления золота.